# Finlandia en los Juegos Paralímpicos de Örnsköldsvik 1976
Finlandia estuvo representada en los Juegos Paralímpicos de Örnsköldsvik 1976 por un total de 26 deportistas, 22 hombres y cuatro mujeres.

## Medallistas
El equipo paralímpico finlandés obtuvo las siguientes medallas:
| Nombre                                         | Deporte        | Evento                               |
| ---------------------------------------------- | -------------- | ------------------------------------ |
| Oro                                            |                |                                      |
| Pertti Sankilampi                              | Esquí de fondo | 5 km distancia corta I masculino     |
| Pertti Sankilampi                              | Esquí de fondo | 10 km distancia media I masculino    |
| Teuvo Sahi                                     | Esquí de fondo | 5 km distancia corta III masculino   |
| Teuvo Sahi                                     | Esquí de fondo | 10 km distancia media III masculino  |
| Reino Vesander                                 | Esquí de fondo | 5 km distancia corta IV B masculino  |
| Reino Vesander                                 | Esquí de fondo | 10 km distancia media IV B masculino |
| Otto Malkki Pertti Sankilampi Kalle Tiusanen   | Esquí de fondo | 3 × 5 km I-II masculino              |
| Raimo Hiiri Teuvo Sahi Arvo Ståhl              | Esquí de fondo | 3 × 10 km III-IV B masculino         |
| Plata                                          |                |                                      |
| Aino Turpeinen                                 | Esquí de fondo | 5 km distancia corta III femenino    |
| Aino Turpeinen                                 | Esquí de fondo | 10 km distancia media III femenino   |
| Otto Malkki                                    | Esquí de fondo | 5 km distancia corta I masculino     |
| Otto Malkki                                    | Esquí de fondo | 10 km distancia media I masculino    |
| Kalle Tiusanen                                 | Esquí de fondo | 5 km distancia corta II masculino    |
| Kalle Tiusanen                                 | Esquí de fondo | 10 km distancia media II masculino   |
| Martti Juntunen Manu Laakso Matti Ojanen       | Esquí de fondo | 3 × 10 km A-B masculino              |
| Bronce                                         |                |                                      |
| Ella Kinnunen Sirkka Sulisalo Matleena Talonen | Esquí de fondo | 3 × 5 km A-B femenino                |
| Tauno Seppänen                                 | Esquí de fondo | 5 km distancia corta I masculino     |
| Tauno Seppänen                                 | Esquí de fondo | 10 km distancia media I masculino    |
| Erkki Kukkanen                                 | Esquí de fondo | 5 km distancia corta II masculino    |
| Erkki Kukkanen                                 | Esquí de fondo | 10 km distancia media II masculino   |
| Raimo Hiiri                                    | Esquí de fondo | 10 km distancia media III masculino  |
| Mauno Sulisalo                                 | Esquí de fondo | 10 km distancia corta A masculino    |